# Яблонево (Пронский район)
Яблонево — село в составе Орловского сельского поселения Пронского района Рязанской области.

## География
Село расположено на берегу реки Прони.

## История
До революции село относилось к Пронскому уезду Рязанской губернии. В селе было имение Андрея Васильевича Дашкова — участника войны 1812 года, вице-губернатора Рязани, тайного советника и сенатора. В местной церкви он крестил свою дочь Софию.

## Усадьба Яблонево
Усадьба основана во второй половине XVII века окольничим князем Ю.Н. Барятинским (ум. 1685), женатым вторым браком на С.В. Грязновой и далее находилась в его роде. Во второй половине XVIII века принадлежала его правнуку капралу князю С.И. Барятинскому (ум. 1746), женатому на М.А. Савёловой (1698-1771). Затем их сыну послу в Париже генерал-поручику князю И.С. Барятинскому (1740-1811), женатому на княжне Е.П. Голштейн-Бек (1750-1811). В 1821 году село с усадьбой купил коллежский советник, впоследствии рязанский вице-губернатор А.В. Дашков (1790-1865), женатый на А.П. Дмитриевой-Мамоновой. В середине XIX века владел дворянин Бенкендорф, в начале XX века - Московский земельный банк.
Сохранилась заброшенная Никольская церковь 1712 года построенная князьями Барятинскими, старинные надгробия рядом с храмом.
Сын А.В. Дашкова действительный тайный советник меценат и коллекционер В.А. Дашков, его этнографическая коллекция была передана Румянцевскому музею (ныне в Российском этнографическом музеи). 

## Население
| 1859 | 1897 | 1906 | 2010 |
| ---- | ---- | ---- | ---- |
| 371  | ↗644 | ↗817 | ↘14  |

## Достопримечательности
В селе имеется старинная Никольская церковь, а также пляж у реки.